# Симион, Дорел
Дорель Симион (рум. Dorel Simion, р. 1977, Румыния) — румынский боксёр, чемпион мира (1997) и Европы (1998) среди любителей, призёр Олимпийских игр 2000 года, чемпионатов мира (2005) и Европы (2002). Младший брат чемпиона мира по боксу Мариана Симиона. Почётный гражданин Бухареста (2000).
Награждён кавалерским крестом национального ордена «За заслуги» (2000) и орденом «За спортивные заслуги» I степени (2004).